# Mirosław Baraniak
Mirosław Baraniak (ur. 19 marca 1964, zm. 28 marca 2019) – polski lekkoatleta specjalizujący się w rzucie oszczepem.
Dwukrotny srebrny medalista mistrzostw Polski. Reprezentował klub Górnik Brzeszcze. Rekord życiowy: 74,38 m (13 sierpnia 1988, Grudziądz).